# Jean Fournier (violoniste)
Pour les articles homonymes, voir Jean Fournier et Fournier.
Jean Fournier, né à Paris le 3 juillet 1911 et mort à Caen le 9 juillet 2003, est un violoniste et professeur de musique classique français ; il est le frère de Pierre Fournier, violoncelliste et l'époux de Ginette Doyen, pianiste.

## Biographie
Jean Fournier, né à Paris le 3 juillet 1911, est le frère du célèbre violoncelliste Pierre Fournier,. Il effectue ses études musicales au Conservatoire national supérieur de musique et de danse de Paris avec Georges Enesco et Jacques Thibaud,. Il forme ensuite un trio, au tout début des années 1950, avec le violoncelliste Antonio Janigro et le pianiste Paul Badura-Skoda,. Jean Fournier donne également des récitals de sonates avec sa femme, la pianiste Ginette Doyen,. En 1943, il crée la Sonatine pour violon seul du compositeur et chef d'orchestre Jean Martinon. De 1966 à 1971, Jean Fournier tient une classe de violon au CNSMDP et enseigne l'été au Mozarteum de Salzbourg (Autriche),. Il meurt le 9 juillet 2003 à Caen,.
Il est officier de la Légion d'honneur et chevalier des Arts et des Lettres.

## Distinctions
- Officier de la Légion d'honneur
- Chevalier de l'ordre des Arts et des Lettres